# Сборная Норвегии по хоккею с шайбой
Сборная Норвегии по хоккею с шайбой (норв. Norges herrelandslag i ishockey) представляет Норвегию на международных турнирах по хоккею с шайбой. В мировом рейтинге ИИХФ по состоянию на 2024 год занимает 12-е место.
Высшие достижения: 4-е место на чемпионате мира 1951 года, 3-е место на чемпионатах Европы 1951 и 1962 годов.

## История

### Довоенные годы

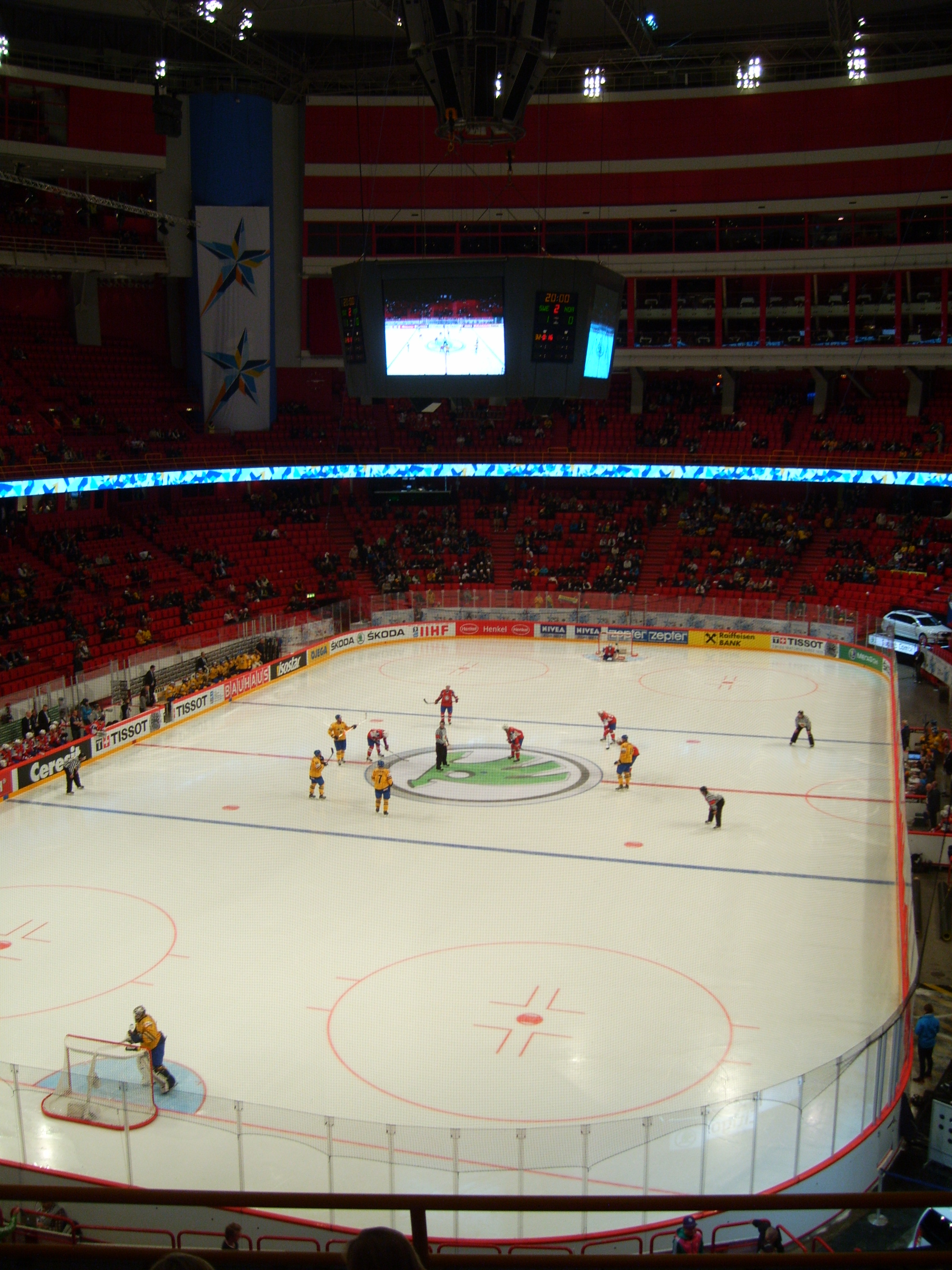
Матч Норвегия-Швеция на чемпионате мира 2012 года

Норвежский хоккейный союз был основан в 1934 году, став членом ИИХФ в 1935. Однако сборная появилась только в 1937 году, поскольку до этого у союза не было достаточно средств для поддержки команды. До начала Второй мировой войны норвежская сборная почти не участвовала в турнирах, отправившись впервые в том же 1937 году на чемпионат мира в Лондон. Первый матч норвежцы провели 17 февраля, проиграв разгромно Чехословакии со счётом 0:7. Последующий проигрыш Швейцарии со счётом 2:13 выбил норвежцев из турнира. В чемпионате мира 1938 года норвежцы также приняли участие, однако на следующий год они отказались от участия в очередном первенстве мира. Ни один матч до начала войны норвежцам не удалось выиграть: лучшим достижением стало только минимальное поражение от Швеции со счётом 3:4 (игра состоялась 20 января 1939, став первой игрой норвежцев против шведов).

### Золотая эра: конец 1940-х и начало 1950-х
В послевоенные годы норвежцам удалось улучшить спортивную инфраструктуру: в 1952 была открыта ледовая арена Йордаль Амфи в Осло, которая стала домашней для норвежцев. Впрочем, именно в начале своего послевоенного пути, в 1947 году норвежцы потерпели самое крупное поражение со счётом 20:1 от финнов. С 1949 года началась «золотая эра» норвежского хоккея: на чемпионате мира 1949 норвежцы впервые в своей истории одержали победу, выиграв со счётом 2:0 у Бельгии. В 1951 году тренером сборной стал канадец Бад МакИчёрн, который уделял большое внимание физической подготовке в игре и отрабатывал с командой силовые приёмы. Плоды работы МакИчёрна стали видны в том же году: первенство мира принесло норвежцам 4-е место, в борьбе за которое скандинавы сумели сокрушить сборные США и Великобритании. На следующий год норвежцы приняли участие и в Олимпийских играх. В 1953 году норвежская сборная стала первой сборной Западной Европы, сыгравшей с командой СССР, однако на фоне смерти и похорон Иосифа Сталина матч широко не освещался.

### Кризис 60-х — 70-х годов
Однако, начиная с 1960-х годов, в норвежском хоккее наступил кризис: несмотря на высокую популярность игры в самой стране, сборная показывала неудовлетворительные результаты, которые списывались на плохие условия тренировок. Мягкие зимы, которые царили в Норвегии, не позволяли в качестве оправдания утверждать о недостатке льда для катков, а многие политики даже не хотели брать на себя ответственность за развитие хоккея в стране. А с 1965 года норвежцы и вовсе не участвовали в чемпионате мира, вылетев в Группу B, что не помешало им всё же выйти на Олимпиады 1964 и 1968 годов. В 1970-х годах норвежцы и вовсе провалились в группу C, откуда не могли долго выбраться. Из-за серии неудачных встреч норвежцы не попали на Олимпиаду-1976.
Ситуация усугублялась тем, что многие норвежские игроки попросту отказывались играть за норвежскую сборную. Надежда на возвращение появилась после того, как команду возглавили Георг Смефьелл и Олаф Дальсорен, руководившие ей с 1978 по 1980 годы. Норвежская сборная сумела отобраться по итогам чемпионата мира 1979 года на Олимпиаду 1980 года в Лэйк-Плэсид, где набрала только одно очко, но при этом показала вполне достойную игру. В 1980 году тренером стал швед Рональд Петтерссон, и с этого момента в норвежскую сборную стали приглашать всё чаще и чаще шведских специалистов, которые работали там в течение девяти лет.

### Шведское засилье 1980-х годов
Работа Рональда Петтерссона не оставила приятных впечатлений: на чемпионате мира 1981 года норвежцы сумели устоять в группе B, только обыграв Югославию и Японию. Преемник Петтерсона, Арне Стрёмберг, не улучшил ситуацию: в 1982 году надежды на дальнейшее продвижение разрушились после сенсационных поражений от Китая и Австрии. Спасать положение решился Ханс Вестберг, который вытащил норвежцев благодаря своим нестандартным методам подготовки на Олимпиаду 1984 года. Чемпионы предыдущих игр из США умудрились сыграть вничью с норвежцами со счётом 3:3, что стало сенсацией для всей Норвегии. В 1985 году норвежцы вылетели снова в группу B, что стало третьим подобным провалом. В 1989 году состоялось очередное возвращение в Группу A, где норвежцы снова недолго продержались.

### Возрождение 1990-х
После серии реформ ИИХФ в 1991 году Норвегия окончательно закрепилась в высшем дивизионе и до конца 1990-х почти всегда играла на основных первенствах мира, вылетев только в 1997 году. В 2001 году норвежцы опять вылетели в Первый дивизион, но в 2006 году они снова вернулись в Высший. Высшим достижением норвежцев в современном формате чемпионатов мира стало 6-е место в 2011 году.

## Текущий состав
Состав сборной Норвегии на Чемпионате мира 2025:
| Номер | Имя                       | Позиция    | Рост, см | Вес, кг | Дата рождения | Клуб                  |
| ----- | ------------------------- | ---------- | -------- | ------- | ------------- | --------------------- |
| 2     | Исак Хансен               | Защитник   | 188      | 93      | 02.10.2003    | Виммербю              |
| 4     | Йоханнес Йоханнесен       | Защитник   | 181      | 85      | 01.04.1997    | Пеликанс              |
| 5     | Йонас Нихус Мюре          | Защитник   | 188      | 94      | 19.03.2004    | Спарта                |
| 7     | Сандер Волд Энгебротен    | Защитник   | 182      | 82      | 07.07.2002    | Карлскуга             |
| 12    | Ной Стин (А)              | Нападающий | 183      | 85      | 16.08.2004    | Эребру                |
| 13    | Петтер Вестерхайм         | Нападающий | 181      | 78      | 30.09.2004    | Мальмё Редхокс        |
| 17    | Эйрик Сальстен            | Нападающий | 184      | 85      | 17.06.1994    | Энергия               |
| 18    | Томас Олсен               | Нападающий | 186      | 90      | 25.06.1995    | Юкурит                |
| 19    | Ховард Сальстен           | Нападающий | 187      | 88      | 19.08.2000    | Сторхамар             |
| 21    | Мартин Йонсен             | Нападающий | 178      | 80      | 07.03.2004    | Мура                  |
| 22    | Мартин Рённильд           | Нападающий | 186      | 95      | 24.01.1996    | Сторхамар             |
| 23    | Томас Берг-Паульсен (К)   | Нападающий | 186      | 84      | 06.08.1999    | Мальмё Редхокс        |
| 24    | Якоб Берглунд             | Нападающий | 185      | 92      | 17.11.1991    | Сторхамар             |
| 26    | Патрик Элвсвен            | Нападающий | 176      | 84      | 16.09.2002    | Ставангер Ойлерз      |
| 27    | Андреас Мартинсен         | Нападающий | 190      | 100     | 13.06.1990    | Сторхамар             |
| 28    | Михаэль Брандсегг-Нюгорд  | Нападающий | 186      | 93      | 05.10. 2005   | Гранд-Рапидс Гриффинс |
| 30    | Тобиас Норманн            | Вратарь    | 188      | 84      | 03.08.2001    | Фрёлунда              |
| 31    | Йонас Арнтцен             | Вратарь    | 191      | 85      | 01.03.1997    | Эребру                |
| 37    | Маркус Викингстад         | Нападающий | 193      | 93      | 27.09.1999    | Айсберен Берлин       |
| 39    | Симен Андре Эдвардсен     | Нападающий | 180      | 89      | 01.01.1999    | Карлскуга             |
| 43    | Макс Крогдаль             | Защитник   | 187      | 95      | 21.10.1998    | Юргорден              |
| 47    | Адриан Саксруд-Даниэльсен | Защитник   | 190      | 93      | 27.09.1992    | Сторхамар             |
| 71    | Эскилд Бакке Ольсен       | Нападающий | 187      | 93      | 19.03.2002    | Линчёпинг             |
| 72    | Стиан Сольберг            | Защитник   | 189      | 92      | 29.12.2005    | Сан-Диего Галлз       |
| 78    | Эмиль Лиллеберг (А)       | Защитник   | 186      | 94      | 02.02.2001    | Тампа-Бэй Лайтнинг    |

| Должность            | Имя              | Гражданство | Дата рождения |
| -------------------- | ---------------- | ----------- | ------------- |
| Главный тренер       | Тобиас Йоханссон | Швеция      | 07.04.1981    |
| Ассистент тренера    | Паер Йоханссон   | Швеция      | 13.09.1980    |
| Ассистент тренера    | Никлас Андерсен  | Норвегия    | 30.07.1994    |
| Тренер вратарей      | Дэниел Йоргенсен | Норвегия    | 30.05.1995    |
| Генеральный менеджер | Питер Андерссон  | Швеция      | 13.02.1964    |
| Генеральный менеджер | Роджер Харли     | Норвегия    | 15.05.1973    |

## Форма

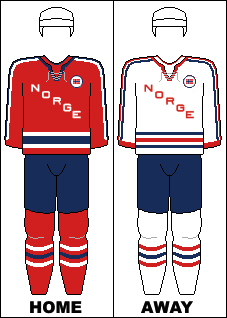
1964-1969
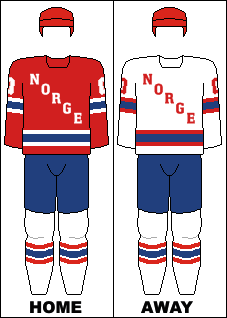
1973-1977
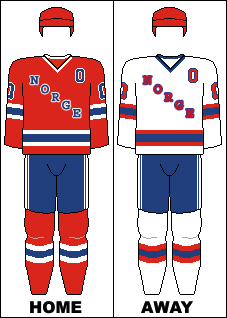
1978-1983
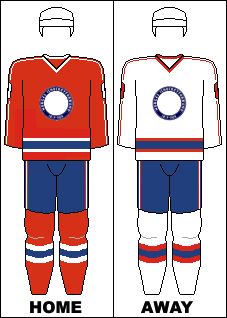
1985-1987
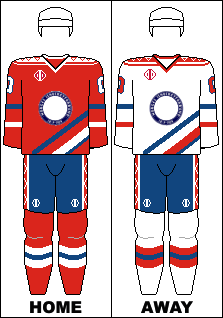
1989-1990
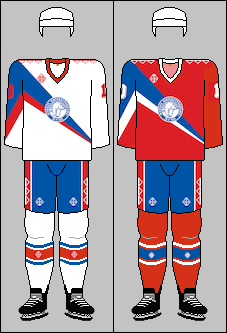
1990-1994
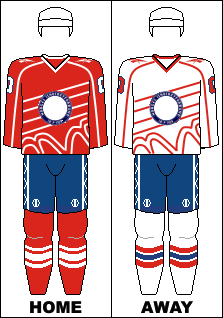
1995
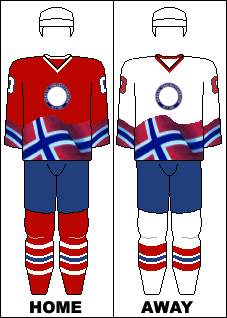
1996-1997
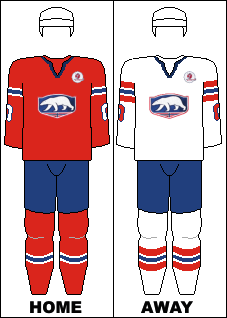
1998
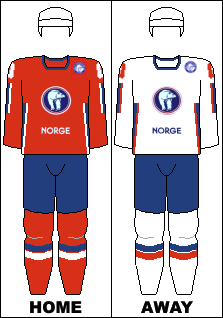
2006-2008
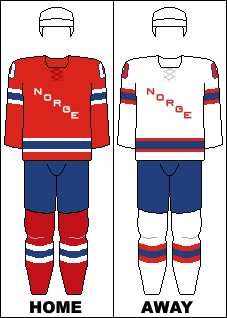
ОИ-2014
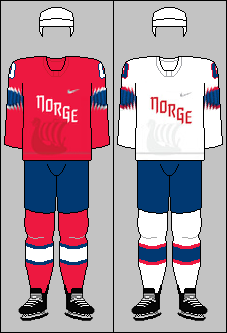
ОИ-2018
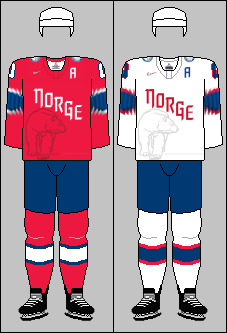
2018-2021
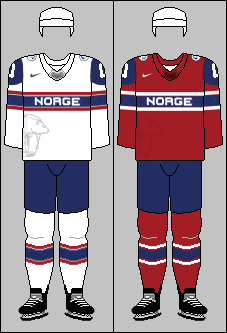
2022